# Antoine de La Barre
Pour les articles homonymes, voir De La Barre.
Antoine de La Barre ou Antoine de Bar, né au château de Véretz, est un prélat français du XVIe siècle, né en 1490 et mort en 1548. 

## Biographie
Il est le fils de Jean de (la) Bar(re), seigneur de Véretz. Il est d'abord chanoine de Saint-Martin-de-Tours, puis abbé de Sainte-Catherine-lès-Rouen. François ler le fait évêque d'Angoulême en 1524-1527, puis archevêque de Tours de 1527 à 1547.
Le 6 février 1533, il consacra l'église de Vosnes, aujourd'hui Rochecorbon, qui, du coteau où elle était auparavant placée à côté du château, avait été transférée dans le vallon.